# CE de la Grua
CE de la Grua (CE Gruis, abans anomenat Grus V-1) és un sistema estel·lar binari tènue a la constel·lació de la Grua. La seva brillantor canvia entre les magnituds 17,4 i 19,5 amb un període de 108,6 minuts. Està composta per una nana blanca i una estrella donant, tancada en una òrbita sincrònica. En aquests sistemes, coneguts com a polars, el material de l'estrella donant no forma un disc d'acreció al voltant de la nana blanca a causa del seu intens camp magnètic, sinó que flueix directament sobre ella.